# Grandville

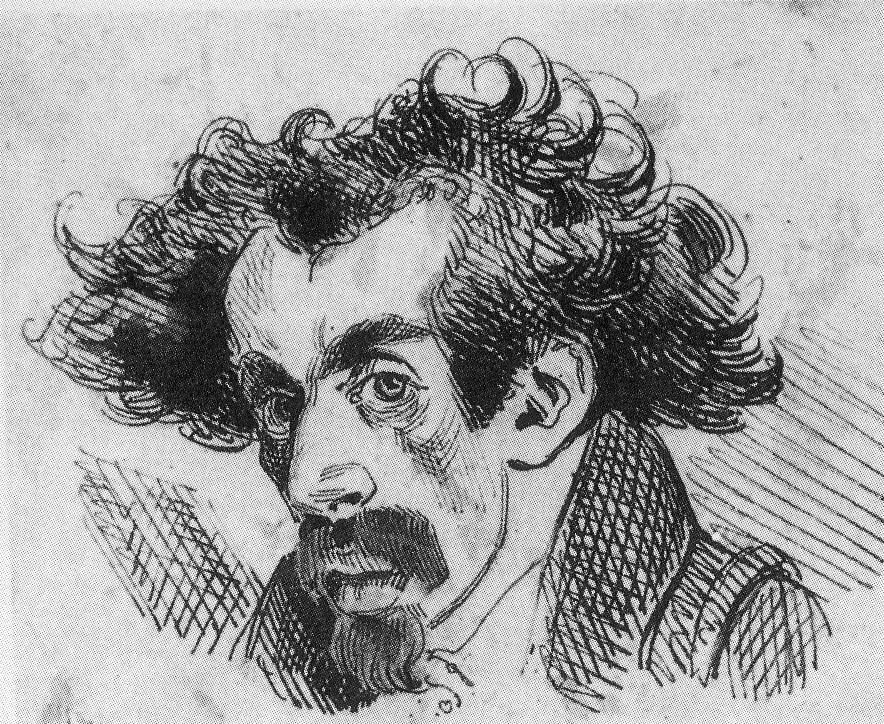
Selbstporträt, um 1833

Grandville oder Jean-Jacques Grandville(* 13. September 1803 in Nancy; † 17. März 1847 in Vanves bei Paris; eigentlich Jean Ignace Isidore Gérard) war ein französischer Lithograf, Maler und Zeichner, dessen beruflicher Werdegang eng verbunden war mit den unruhigen politischen Verhältnissen in der ersten Hälfte des 19. Jahrhunderts in Frankreich. Zur Zeit der Julimonarchie arbeitete er mit großem Erfolg als politischer Karikaturist für die oppositionellen Zeitschriften La Caricature und Le Charivari in Paris. Nach 1835 machte er sich einen Namen als Illustrator klassischer und zeitgenössischer Literatur. Sein formales Hauptmotiv war die anthropomorphe Tier- und Pflanzendarstellung: er zeichnete Mischwesen aus Teilen von Menschen, Tieren und Gewächsen, um bestimmte Eigenschaften der Dargestellten zu charakterisieren. Das Gesamtwerk Grandvilles besteht aus rund 3000 Zeichnungen. Sein Privatleben verlief unglücklich, dem frühen Tod in geistiger Verwirrung ging eine Reihe von Todesfällen in der engeren Familie voraus.

## Historischer Überblick
1804 krönte sich Napoleon Bonaparte zum Kaiser Napoléon I. Nach dessen Abdankung kehrte Frankreich 1814 zur Herrschaft der Bourbonen zurück, Ludwig XVIII. wurde als König eingesetzt. Der Wiener Kongress verhandelte die Neuordnung Europas im Sinne der Restauration. Seit etwa 1820 nahm die politische Unterdrückung in Frankreich zu, die Zensur wurde wieder eingeführt. Im Juli 1830 erließ Charles X., König seit 1825, Gesetze zur weiteren Einschränkung der bürgerlichen Freiheiten. Dies führte zum Ausbruch der Julirevolution. Charles X. zog sich nach England zurück, neuer König wurde Louis-Philippe I. mit anfänglich liberalem Auftreten und einer Regierung, die das Großbürgertum begünstigte. Schon 1831 setzte eine verstärkt restaurative Entwicklung ein. Die beginnende Industrialisierung hatte eine Verelendung der Arbeiter zur Folge, einzelne Aufstände wurden blutig niedergeschlagen. Die repressiven „Septembergesetze“ von 1835 brachten das Ende der Pressefreiheit mit sich. Die folgende Zeit erzwungener relativer Ruhe mündete in die bürgerliche Revolution von 1848.

## Privatleben

### Jugend und Ausbildung

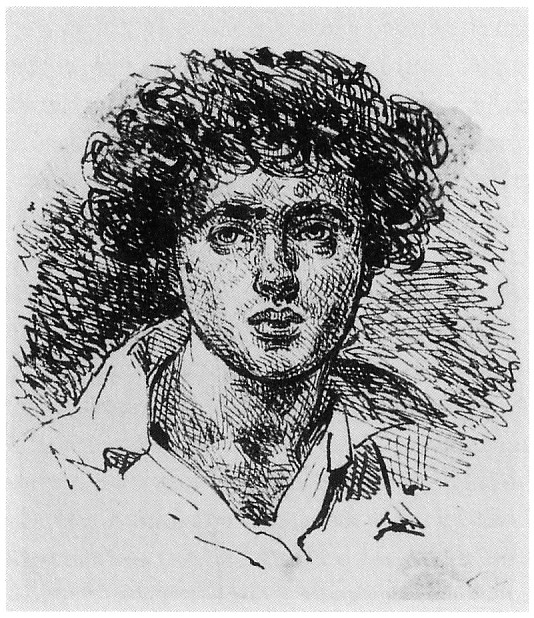
Selbstporträt, um 1820–1822

Jean Ignace Isidore Gérard wurde als Sohn des Miniaturmalers Jean Baptiste Mathias Gérard Grandville (1766–1854) und dessen Frau Catherine Emilie Viot in Nancy im Nordosten Frankreichs geboren. Er hatte zwei Brüder und zwei Schwestern. Seine Großeltern hatten als Schauspieler den Künstlernamen „Grandville“ angenommen, sein Vater verwendete diesen Namen als Zusatz zu seinem Familiennamen, um sich von seinem älteren Bruder zu unterscheiden, der ebenfalls als Miniaturmaler tätig war.
1815 besuchte Grandville das Gymnasium in Nancy. Er blieb trotz Nachhilfestunden ein mäßiger Schüler. 1817 wurde er Lehrling bei seinem Vater. In der Miniaturmalerei war er nicht sehr erfolgreich, da er sich nicht dazu verstehen konnte, seinen Kunden zu schmeicheln. Er zeichnete jedoch sehr viel, mit erkennbarer Neigung zur Karikatur. Schon damals entstanden die ersten Tierfiguren mit menschlichen Zügen (hommes-bêtes), ein häufiges Motiv in seinen späteren Arbeiten. Als Autodidakt erlernte er die Technik der Lithografie, die sich noch im Anfangsstadium ihrer Entwicklung befand (in späteren Jahren lieferte er nur noch die Vorzeichnungen zu seinen Arbeiten; professionelle Lithografen übertrugen sie auf den Stein und besorgten den Druck).

### Ehe, Krankheit, Tod
Am 22. Juli 1833 heiratete Grandville in Nancy seine Cousine Marguerite Henriette Fischer (1810–1842) und bezog mit ihr eine neue Wohnung in Paris. Ihr erster Sohn Ferdinand wurde 1834 geboren, er lebte nur vier Jahre. Die Geburt hatte Henriette nachhaltig geschwächt. Nach jeder weiteren Schwangerschaft verschlechterte sich ihr Gesundheitszustand weiter. Ein zweiter Sohn, Henri, kam im Herbst 1838 zur Welt, er starb 1841, als er in Gegenwart seiner Eltern an einem Stück Brot erstickte. Von der Geburt des dritten Sohnes, Georges, im Juli 1842 erholte sich Henriette nicht mehr, sie starb im selben Monat an einer Bauchfellentzündung. Im Oktober 1843 heiratete Grandville erneut, wie es Henriette gewünscht hatte. Armand, das einzige Kind aus der Ehe mit Catherine Marceline („Celine“) Lhuillier (1819–1888), kam 1845 zur Welt. Im Januar 1847 starb nach kurzer Krankheit Georges, der dritte Sohn aus Grandvilles erster Ehe.
Grandville hatte in zehn Jahren seine Frau und drei Kinder verloren und war körperlich wie seelisch gebrochen. Er erkrankte mehrfach in kurzen Abständen und kündigte entschieden seinen nahen Tod an, obwohl die Ärzte noch nicht ernstlich besorgt waren. Ein Freund berichtete, wie er nach einem Schlaganfall und wegen zunehmender Verwirrtheit in das Irrenhaus (maison des santé) von Vanves verbracht wurde, wo „der Unglückliche nach einer furchtbaren Agonie, die drei Tage und drei Nächte dauerte, seinen letzten Atemzug aushauchte“ Grandville starb am 17. März 1847. In Saint-Mandé, dem Ferienort der Familie im Osten von Paris, wurde er neben seiner ersten Frau und den drei gemeinsamen Söhnen beerdigt. Seine Grabinschrift hatte er selbst formuliert: „Hier liegt J. J. Grandville. Er beseelte Alles und machte, nach Gott, Alles leben, sprechen oder gehen, er selbst aber verstand es nicht, den rechten Weg zu seinem Glück einzuschlagen“.

## Arbeitsleben

### 1825 bis 1830
1825 hatte Grandvilles Vater Besuch von einem Fachkollegen aus Paris, der von den Zeichnungen des Sohnes so beeindruckt war, dass er ihn einlud, in seinem Atelier in der Hauptstadt zu arbeiten. Familiären Anschluss fand Grandville dort bei seiner Cousine und deren Mann, Regisseur am Théâtre Royal de l’Opéra-Comique. Auch in Paris konnte er sich mit dem Beruf des Miniaturmalers nicht anfreunden. Vor der schnellen Rückkehr nach Nancy bewahrte ihn 1826 ein Auftrag der Opéra-Comique, für die er 22 kolorierte Lithografien von Opernkostümen anfertigte; das Honorar blieb man ihm schuldig. Erste Bekanntheit errang er 1827 mit Chaque âge a ses plaisirs, einem Album von 12 Lithografien, in dem die „vier Jahreszeiten des menschlichen Lebens“ dargestellt sind.
1828 folgte der Auftrag für ein zweites Album mit 12 Farblithografien (Les Dimanches d’un bourgeois de Paris ou Les Tribulations de la petite Propriété). Die Einnahmen ermöglichten es dem Zeichner, sein dunkles Hotelzimmer aufzugeben und eine helle Mansarde in der Nähe der Ècole des Beaux-Arts anzumieten. Hier empfing er seine Freunde, unter ihnen der Karikaturist und Journalist Charles Philipon (1806–1862) und der Romancier Alexandre Dumas der Ältere (1802–1870). Dumas beschrieb ihn wie folgt: „Grandville lachte wenig, deklamierte wenig, rauchte wenig, und er trank wenig. Er saß an seinem Tisch, ein Blatt Papier vor sich, eine Feder oder einen Stift in der Hand, manchmal lächelte er, und er zeichnete unentwegt. Was brachte er zu Papier? Er selber wußte es nicht. Eine Laune, die an Wahnsinn grenzte, führte seinen Stift.“
1829 erschienen sechs Lithografien unter dem Titel Galerie mythologique, danach die Folge von 72 farbigen Lithografien Les Métamorphoses du jour, die den endgültigen Durchbruch für Grandville bedeuteten. In dieser Arbeit setzte er frühere Versuche fort, er zeichnete Tiere mit menschlichen Merkmalen und Eigenschaften, um bestimmte Aspekte des Zusammenlebens zu verdeutlichen – eine Technik, die er in seinen politischen Karikaturen und Illustrationen immer wieder anwendete. Nach dem Erfolg der Métamorphoses war er stets ausreichend mit Aufträgen versorgt. Noch im selben Jahr begann er, für die satirische Zeitschrift La Silhouette zu arbeiten, die Vorläuferin von La Caricature und Le Charivari.

### 1830 bis 1835

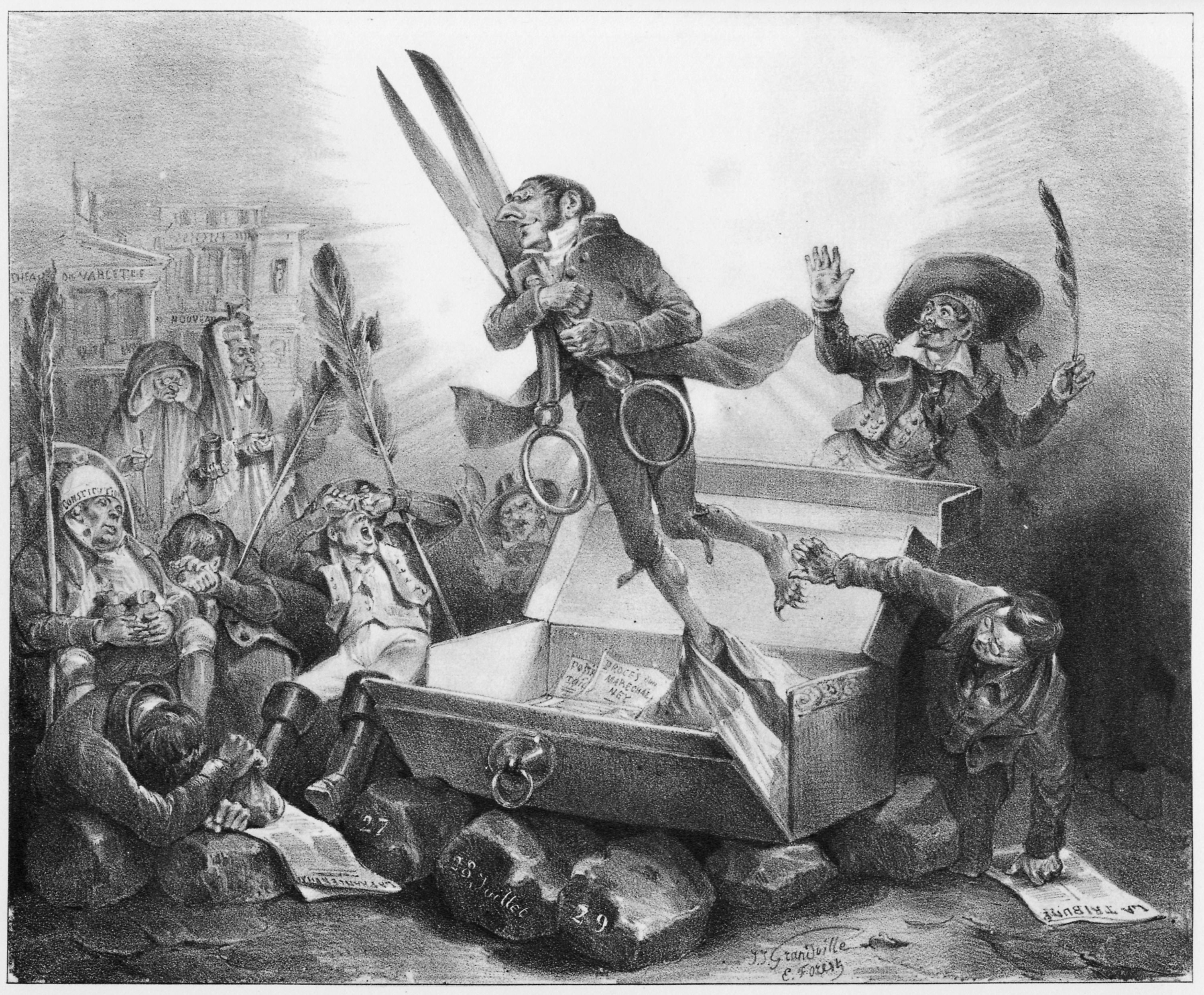
Wiederauferstehung der Zensur, 1832

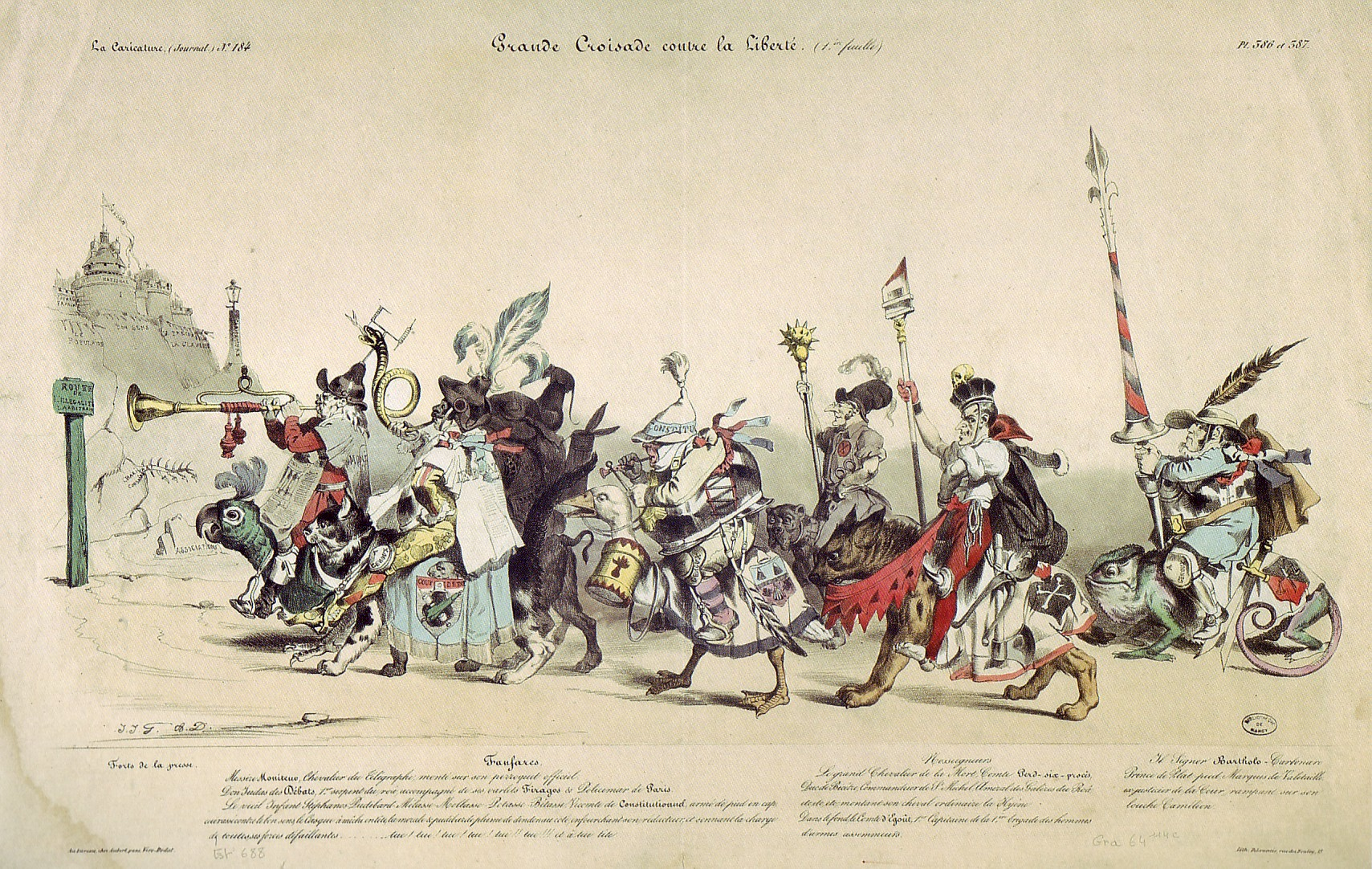
Großer Kreuzzug gegen die Freiheit, Blatt 1, 1834

Um 1830 setzte eine Zeit der stürmischen Entwicklung für das Presse- und Verlagswesen in Frankreich ein. Politischer Hintergrund war die Verteidigung der bürgerlichen Freiheiten, einschließlich der Pressefreiheit, die in der Julirevolution gerade errungen worden waren. Technisch brachte die kurz zuvor entwickelte Lithografie einen großen Fortschritt, die Zeitungen konnten nun mit großflächigen, auch farbigen Illustrationen erscheinen. Diese Bilder wurden oft als Einzelblätter in Pariser Kunsthandlungen ausgehängt und bekamen so Bedeutung selbst für die nicht lesekundige Bevölkerung, die in den Künstlern ihre Verbündeten sehen konnte.
An den Barrikadenkämpfen der Julirevolution 1830 in Paris hatte auch Grandville teilgenommen. Im Herbst desselben Jahres gründete Charles Philipon, zuvor Karikaturist bei La Silhouette, die Wochenzeitschrift La Caricature, die bis August 1835 erschien. Sie druckte Karikaturen und Kommentare zur aktuellen politischen Situation, Chefredakteur war anfangs Honoré de Balzac, zu den Mitarbeitern gehörte Honoré Daumier. Grandville war der produktivste Künstler der Zeitschrift, er lieferte 122 Lithografien von insgesamt 524 veröffentlichten Blättern. Als besondere Form entwickelte er Bildserien (Processions politiques), in denen er über mehrere Heftfolgen hinweg Personen des öffentlichen Lebens kritisch darstellte. Im November 1831 erhielt Philipon als Verantwortlicher wegen Beleidigung des Königs eine Gefängnisstrafe von sechs Monaten. Im Verlauf dieses Prozesses wurde die Karikatur Louis-Philippes als „Birne“ zum Symbol der Julimonarchie, ungeachtet aller Strafen.
Seit Dezember 1832 gab Philipon Le Charivari (Katzenmusik, Getöse) heraus, eine etwas billigere Tageszeitung in kleinerem Format. Sie sollte „in den Pausen zwischen den großen Schlachten der Caricature […] den alltäglichen Krieg gegen die Lächerlichkeiten des Alltags“ führen. Hauptgegenstände der dort gedruckten, meist schwarz-weißen Lithografien waren Mode, Theateraufführungen und gesellschaftliche Ereignisse. Louis-Philippe, als „Birne“ karikiert, erschien jedoch auch in dieser Zeitung, was Philipon eine hohe Geldstrafe eintrug. Grandville arbeitete hier nur gelegentlich mit, lieferte aber doch insgesamt 60 Zeichnungen.
Nach einer missglückten republikanischen Erhebung im Sommer 1832 war La Caricature, wie auch andere oppositionelle Zeitschriften, von neuen Repressionen betroffen. Grandville thematisierte die Kontroverse der freiheitlichen Presse mit der Obrigkeit in einer siebenteiligen Folge von Farblithografien mit dem Titel Großer Kreuzzug gegen die Freiheit (Grande Croisade contre la Liberté).
Auf Anregung Philipons modellierte Daumier im Jahre 1834 eine Gruppe von 36 Terrakottabüsten mit den satirisch deformierten Physiognomien zeitgenössischer Politiker. Während Daumier und andere Mitarbeiter von Caricature und Charivari sich früher oft an den Arbeiten Grandvilles orientiert hatten, dienten jetzt diese Terrakotten als Vorlagen für Grandville und die übrigen Zeichner. Infolge der Septembergesetze von 1835 wurden 30 Zeitungen und Zeitschriften eingestellt, darunter auch La Caricature. In Le Charivari behandelte man statt politischer Fragen nun nur noch allgemein gesellschaftliche Themen. Grandville zeichnete dafür die Bildfolgen Les Parisiens pittoresques (Die pittoreske Pariser Bevölkerung) (12 Lithografien) sowie Types modernes, observations critiques, le dedans de l’homme expliqué par le dehors (9 Lithografien).

### 1836 bis 1847

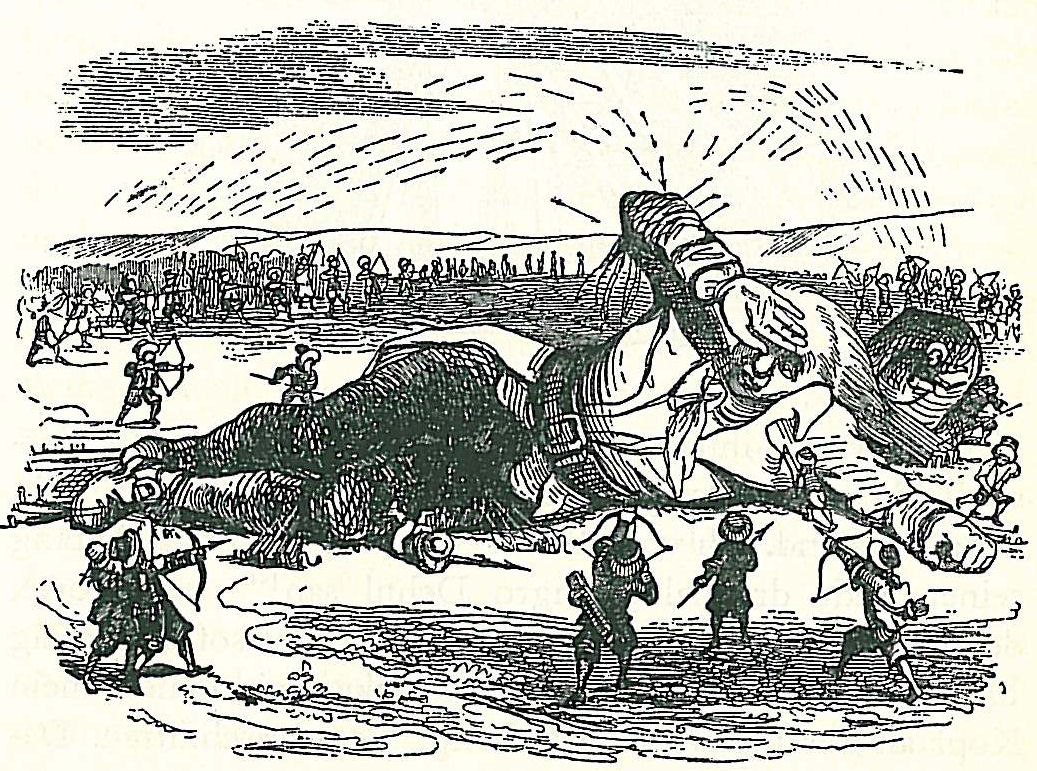
Illustration aus Gullivers Reisen, 1838

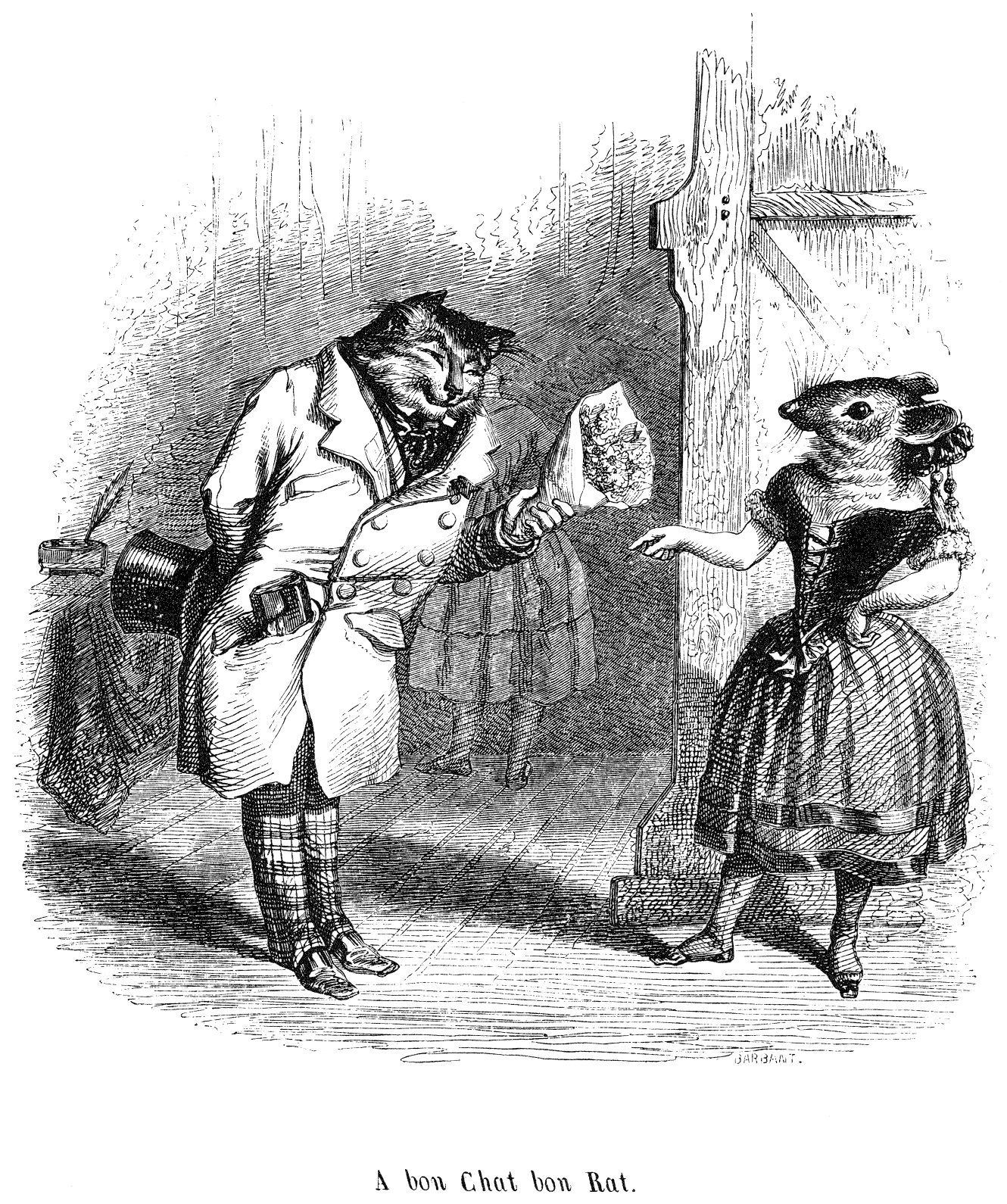
Illustration aus Hundert Sprichwörter, 1844

Das Jahr 1836 war ein Wendepunkt in Grandvilles beruflicher Orientierung. Seine speziellen Fähigkeiten als politischer Karikaturist konnte er wegen der restriktiven Pressegesetze nicht mehr anwenden. Bei Le Charivari fühlte er sich gegenüber Daumier zurückgesetzt. Neuer Schwerpunkt seiner Arbeit wurde die Illustration literarischer Texte. In rund zehn Jahren schuf er auf diesem Gebiet ein umfangreiches Werk, das ihm neben Gustave Doré einen Platz als Erneuerer der Buchillustration in Frankreich eintrug.
Am Anfang dieser Arbeiten standen Grandvilles 100 (von insgesamt 120) Holzschnitten für die „Œuvres complètes“ des populären republikanischen Lyrikers und Liedtexters Pierre-Jean de Béranger, der für seine regimekritischen Texte im Gefängnis gesessen hatte. Die dreibändige, illustrierte Ausgabe seiner Liedtexte wurde ein großer Publikumserfolg. Zwischen 1836 und 1838 entstand ein Kinderbuch (Le Livre des enfants), in dem Grandville und andere Zeichner bekannte Märchen wie Rotkäppchen, Blaubart und Der gestiefelte Kater illustrierten. In Saint-Mandé begann Grandville 1837 mit der Arbeit an den Fabeln von La Fontaine. In zehn Monaten zeichnete er dafür 300 Illustrationen und Vignetten und nahm dabei sein Motiv der Mensch-Tier-Verwandlungen wieder auf. 1838 folgten Zeichnungen für Jonathan Swifts Gullivers Reisen (Voyages de Gulliver dans des convées lointaines), 1839 für Daniel Defoes Robinson Crusoe (Aventures de Robinson Crusoe) und die Werke des klassischen französischen Autors Nicolas Boileau (Œvres de Boileau). Von 1840 bis 1842 arbeitete Grandville vor allem an zwei Büchern, die er selbst zu seinen Hauptwerken zählte: Kleine Unglücksfälle des menschlichen Lebens (Petites misères de la vie humaine) und Bilder aus dem Staats- und Familienleben der Tiere (Scènes de la vie privée et publique des animaux), letzteres eine verschlüsselte Satire auf die herrschenden politischen Verhältnisse mit anonymen Beiträgen angesehener Schriftsteller wie Balzac, Alfred de Musset und George Sand.
1844 arbeitete Grandville an den Hundert Sprichwörtern (Cent proverbs) und einem Text von Jean de La Bruyère (Les Charactères ou les mœurs de siècle). In Buchform erschien sein Spätwerk Eine andere Welt (Un autre monde), das im Jahr zuvor in 36 wöchentlichen Folgen herausgegeben worden war. Für die skurrile Phantastik der rund 180 Illustrationen und des von Taxile Delord nachträglich dazu geschriebenen Textes gab es in der Kunst jener Zeit kein vergleichbares Beispiel. Im 20. Jahrhundert leitete dieses Werk die Wiederentdeckung Grandvilles ein, man betrachtete es nun als Vorwegnahme surrealistischer Bild-Erfindungen. Posthum erschienen 1848 die zwei von Grandville illustrierten Bände Don Quichotte de la Manche von Miguel de Cervantes.

### Tiermenschen und Menschentiere

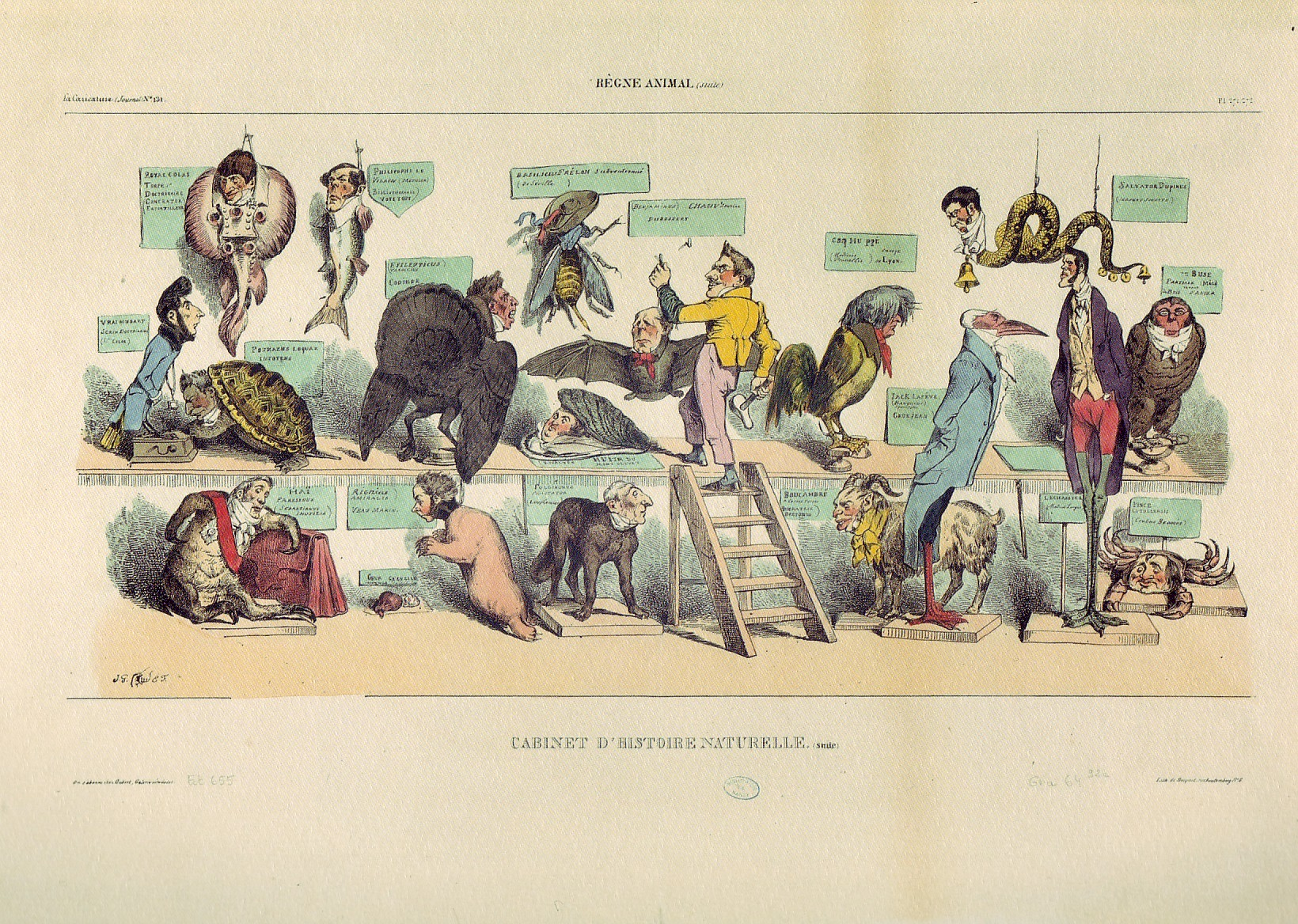
Naturhistorisches Kabinett, 1833

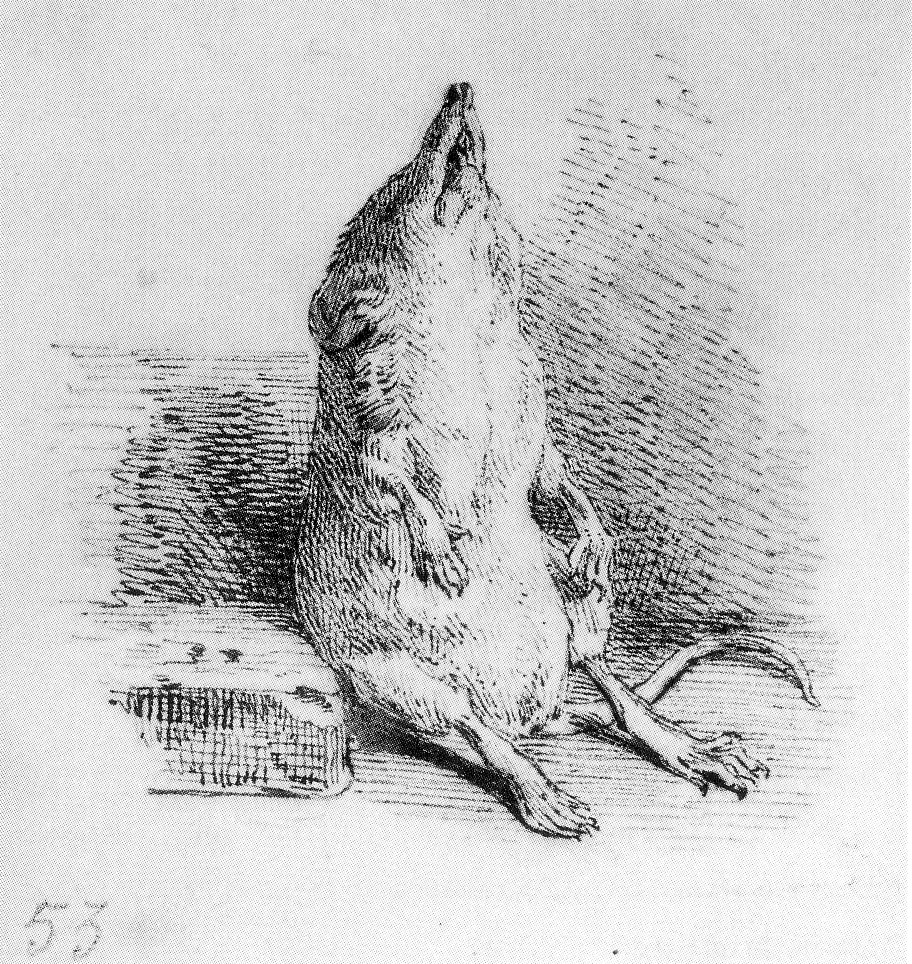
Spitzmaus, Naturstudie, um 1837

Grandville war berühmt für seine Darstellungen von Mischwesen, hauptsächlich von Menschen mit Tierköpfen und Tieren mit Menschenköpfen; er zeichnete aber auch Kombinationen von Menschen mit Pflanzen oder von Menschen mit Maschinen oder er verband Teile von völlig unterschiedlichen Tieren miteinander. Der Künstler kannte und schätzte die Arbeiten des Schweizer Schriftstellers und Philosophen Johann Caspar Lavater (1741–1801), der 1775 in seinem Werk Physiognomische Fragmente … eine Anleitung geliefert hatte, aus Gesichtszügen und Körperformen bestimmte Charaktere zu erkennen. 1788 veröffentlichte der Schweizer Gelehrte seine Schrift Konstruierte Karikaturen und Metamorphosen, Studien über die Vergleichbarkeit menschlicher Gesichter mit den Köpfen von Tieren. Diese Theorien wurden zu Grandvilles Zeit lebhaft diskutiert. Anders als Lavater, der auf eine allgemeine Typisierung abzielte, beschäftigte Grandville sich jedoch mit einzelnen, bestimmten Individuen, die er auch durch Kleidung und Utensilien in ein konkretes historisches Umfeld stellte.
Seine Zeichnungen verbinden genauesten Realismus in den Details mit phantastischen Zusammenstellungen und satirischen Inhalten. Eine Voraussetzung für derartige Arbeiten war intensive Naturbeobachtung. Grandville betrieb seine Studien hauptsächlich im Pariser Jardin des Plantes, aber auch in der eigenen Wohnung. Alexandre Dumas berichtet in seinen Memoiren von Besuchen bei Grandville, wo er Kanarienvögel, Goldfische und Eidechsen vorfand, Grandvilles Freund und Biograf Samuel Clogenson erwähnt Katzen in den verschiedenen Wohnungen des Zeichners und sah Frösche als Studienobjekte auf dem Tisch. Bei aller naturwissenschaftlicher Genauigkeit wird schon an manchen Studienblättern das Interesse Grandvilles erkennbar, Parallelen zum Menschlichen herzustellen. Beispielhaft dafür ist die Zeichnung einer sitzenden Spitzmaus, deren Haltung diesem Tier eigentlich nicht möglich ist.
Im Jardin des Plantes und auf dem Pariser Friedhof Père-Lachaise entstanden intensive botanische Studien als Grundlage für jene Illustrationen, in denen Pflanzen zu menschlichen Formen und Verhaltensweisen mutierten. Ein wesentliches Beispiel dafür ist, neben Une autre monde, das Buch Les Fleurs animées (Die Seele der Blumen) von 1846/47, wieder mit Texten von Taxile Delord. Darin erscheinen Blumen als elegante Damen, ihr Gestus entspricht den tatsächlichen oder symbolisch zugeschriebenen Eigenschaften der verschiedenen Blütenpflanzen. Etwa 1350 Naturstudien Grandvilles werden im Musée des Beaux-Arts de Nancy aufbewahrt.

## Bedeutung

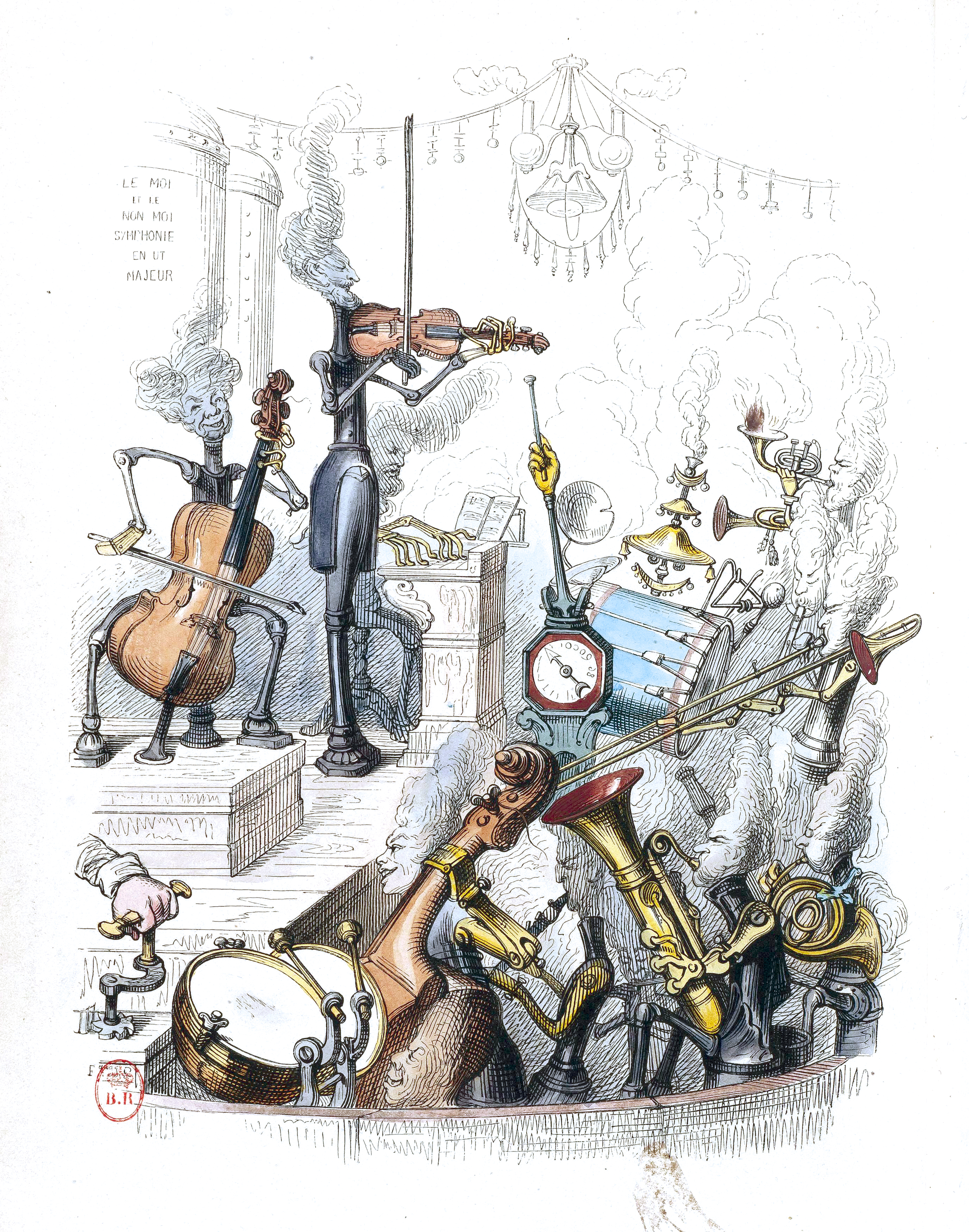
Das Dampfconcert aus Eine Andere Welt, 1843/44

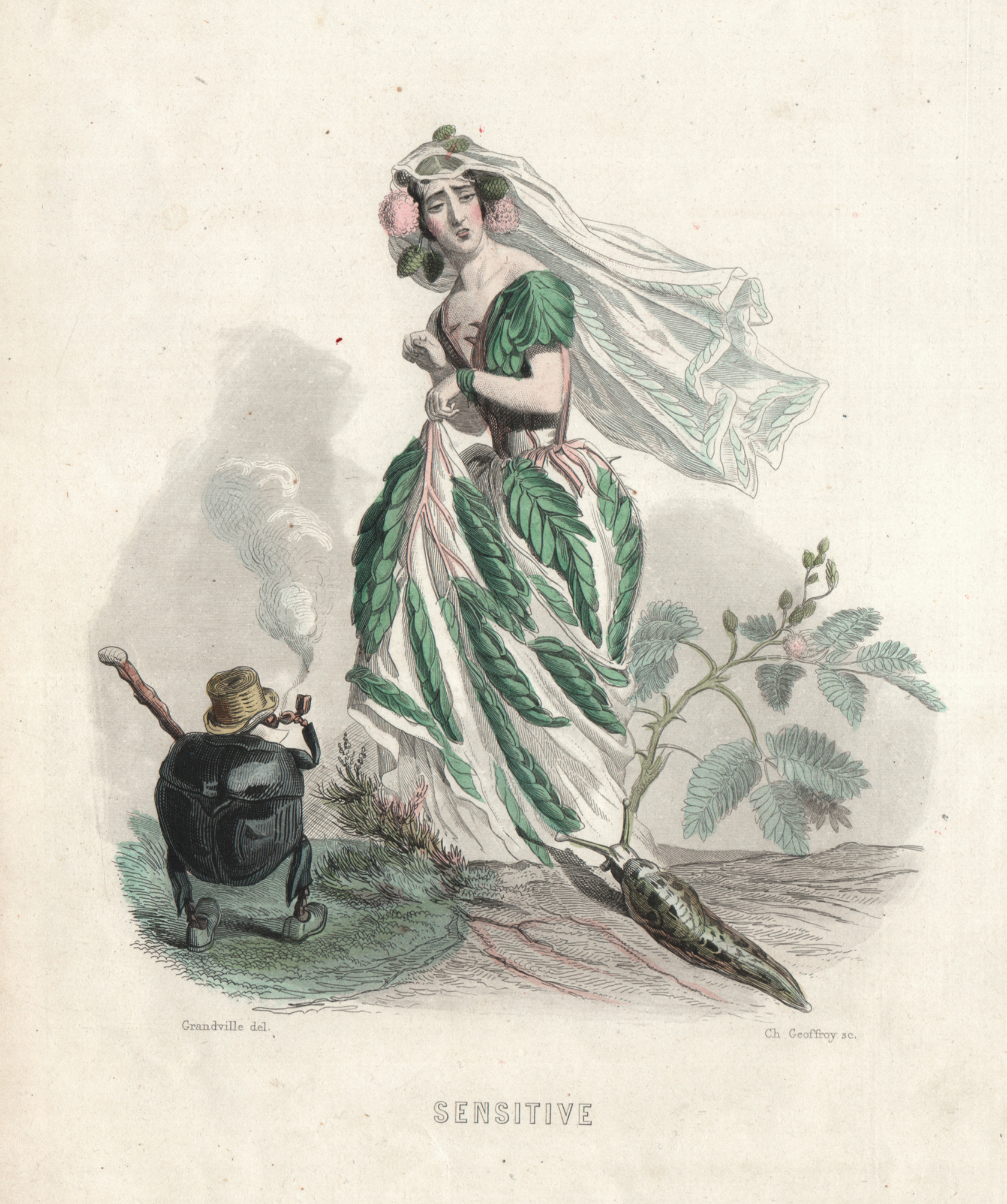
Sensitive aus Lebende Blumen, 1846/47

Obwohl Grandville ein bekannter und erfolgreicher Zeichner mit einem umfangreichen Gesamtwerk war, geriet er schon relativ bald nach seinem frühen Tod 1847 weitgehend in Vergessenheit und wurde erst rund hundert Jahre später als bedeutender Künstler des 19. Jahrhunderts anerkannt. Diese Entwicklung hatte drei wesentliche Gründe. Da er ausschließlich als Karikaturist und Illustrator arbeitete, konnte Grandville in der seinerzeit geltenden akademischen Hierarchie der Bildgattungen keinen hohen Rang einnehmen. Außerdem besteht sein Werk zu einem großen Teil aus politischen Karikaturen und gesellschaftskritischen Blättern und war durch diese Inhalte stark zeitgebunden. Hinzu kam, dass der Schriftsteller und posthum hochberühmte Lyriker Charles Baudelaire ihn in seinem 1857 veröffentlichten Text über die französischen Karikaturisten (Quelques caricaturistes français) sehr kritisch beurteilt hatte, vor allem im Vergleich mit Grandvilles zeitweiligem Kollegen und Konkurrenten Honoré Daumier. Mit Daumier war Baudelaire befreundet, ihn nannte er ein „Genie“. Grandville war für ihn „ein auf krankhafte Weise literarischer Geist, der immer um unzulängliche Mittel bemüht war, mit denen sich seine Gedanken in den Bereich der Bildenden Kunst übertragen ließen; weshalb wir ihn denn auch des öfteren das alte Verfahren anwenden sahen, das darin besteht, seine Gestalten mit Spruchbändern auszustatten, die ihnen aus dem Mund hängen.“
Von einem speziellen Standpunkt aus beschäftigte sich der Philosoph und Übersetzer Walter Benjamin (1892–1940) mit Grandville – nicht als Kunsthistoriker (obwohl er neben anderem auch Kunstgeschichte studiert hatte), sondern als Geschichtsphilosoph. In einem Kapitel seines fragmentarischen Passagenwerkes, entstanden in den 1930er Jahren im Pariser Exil, untersuchte er den französischen Frühkapitalismus und hier besonders die Entwicklung der Ware zum neuen Fetisch der menschlichen Gesellschaft. In Grandvilles Zeichnungen, vor allem in Eine andere Welt, sah er eine Verherrlichung dieser Entwicklung: „Die Inthronisierung der Ware und der sie umgebende Glanz der Zerstreuung ist das geheime Thema von Grandvilles Kunst“. Über den Künstler schrieb er: „Wenn die Ware aber ein Fetisch ist, so ist Grandville ihr Zauberpriester“.
Die oft rätselhaften Bildschöpfungen Grandvilles erlauben jedoch weit auseinanderliegende Interpretationen. Gerade die Illustrationen zu Eine andere Welt wurden auch als sarkastische, fast verzweifelte Warnung vor einer von Maschinen und Kapital dominierten Zukunft gedeutet. Baudelaire schrieb dazu: „Dieser Mensch hat mit übermenschlichem Mut sein Leben damit verbracht, die Schöpfung zu verbessern. Er nahm sie in seine Hände, drehte sie herum, rang mit ihr, legte sie aus, und die Natur verwandelte sich zur Apokalypse“. Der deutsche Kunsthistoriker Thomas W. Gaehtgens überschrieb seinen Essay von 2007: Absurde Bildwelt und Gesellschaftskritik in J. J. Grandvilles Un autre monde. Der marxistische Philosoph Ernst Bloch (1885–1977) wiederum bezeichnete Grandville als einen „schizophrenen Kleinbürger“, dessen Spott nur „utopischen Unsinn“ hervorgebracht habe.

## Ehrungen
Die Stadt Nancy schrieb 1849 einen Wettbewerb zu einer Eloge de Grandville aus. 1855 wurden im Musée des Beaux Arts in Nancy 600 Zeichnungen von Grandville ausgestellt. Dessen überlebender Sohn aus zweiter Ehe überließ der Stadt 50 000 Francs für ein Denkmal seines Vaters, das 1893 fertiggestellt war. Gleichzeitig begann eine Ausstellung von 1400 Zeichnungen Grandvilles. Während der deutschen Besetzung im Zweiten Weltkrieg wurden die Metallteile des Monuments eingeschmolzen. Heute steht vor der Rue Grandville in Nancy eine Kopie der ursprünglichen Bronzebüste, die Ernest Bussière geschaffen hatte.

## Populärkultur
Die britische Band Queen verwendete 1991 für das Cover ihres 14. Studioalbums Innuendo und die Cover der ausgekoppelten Singles Illustrationen Grandvilles.